# Kabassu
Kabassu (Cabassous) – rodzaj ssaków z podrodziny bolit (Tolypeutinae) w obrębie rodziny Chlamyphoridae.

## Rozmieszczenie geograficzne
Rodzaj obejmuje gatunki występujące w Ameryce.

## Morfologia
Długość ciała (bez ogona) 290–490 mm, długość ogona 90–200 mm, długość ucha 14–44 mm, długość tylnej stopy 60–86 mm; masa ciała 1–6,4 kg.

## Nazewnictwo
W polskiej literaturze zoologicznej nazwa zwyczajowa „kabassu” używana była dla określenia gatunku Cabassous unicinctus. W wydanej w 2015 roku przez Muzeum i Instytut Zoologii Polskiej Akademii Nauk publikacji „Polskie nazewnictwo ssaków świata” zaproponowano nazewnictwo dwuczłonowe i dla C.  unicinctus zaproponowano nazwę kabassu jednopaskowy. Nazwa rodzajowa „kabassu” została w publikacji PAN zarezerwowana dla rodzaju Cabassous.

## Systematyka
Rodzaj zdefiniował w 1831 roku amerykański zoolog Henry McMurtrie w książce swojego autorstwa o tytule Królestwo zwierząt zorganizowane zgodnie ze swoją organizacją. Gatunkiem typowym jest (oznaczenie monotypowe) kabassu jednopaskowy (C. unicinctus).

### Etymologia
- Xenurus: gr. ξενος xenos ‘obcy, dziwny’; ουρα oura ‘ogon’[14]. Gatunek typowy (oznaczenie monotypowe): Dasypus gymnurus: Wied-Neuwied, 1826 (= Dasypus unicinctus Linnaeus, 1758).
- Cabassous (Cabassus): fr. nazwa Cabassou lub Kabassou dla pancerników, od karib. nazwy capacou dla pancerników[15].
- Arizostus: gr. intensywny przedrostek αρι- ari-; ζωστος zōstos ‘przepasany, opasany’[16]. Gatunek typowy (oznaczenie monotypowe): Tatus gymnurus Olfers, 1818 (= Loricatus tatouay Desmarest, 1804).
- Tatoua: fr. tatou, hiszp. tato, port. tatu „pancernik” (rodzime nazwy pancernika w Paragwaju i innych częściach Ameryki Południowej)[17]. Gatunek typowy (oznaczenie monotypowe): Dasypus unicinctus Linnaeus, 1758.
- Ziphila: etymologia niejasna, Gray nie wyjaśnił pochodzenia nazwy rodzajowej[18]. Gatunek typowy (oznaczenie monotypowe): Ziphila lugubris J.E. Gray, 1873 (= Dasypus unicinctus Linnaeus, 1758).
- Lysiurus: gr. λυσιος lusios ‘uwalniający, wyzywający’; ουρα oura ‘ogon’[19].

### Podział systematyczny
Do rodzaju należą następujące występujące współcześnie gatunki:
| Grafika | Gatunek                | Autor i rok opisu   | Nazwa zwyczajowa     | Podgatunki         | Rozmieszczenie geograficzne | Podstawowe wymiary                      | Status IUCN |
| ------- | ---------------------- | ------------------- | -------------------- | ------------------ | --- | --------------------------------------- | ----------- |
|         | Cabassous centralis    | (G.S. Miller, 1899) | kabassu północny     | gatunek monotypowy | południowy meksyk (stan Chiapas) przez Amerykę Centralną do północno-zachodniej Wenezueli, zachodniej Kolumbii i północno-zachodniego Ekwadoru, na zachód od Andów; zakres wysokości: 0–3000 m n.p.m.                        | DC: 30–38 cm DO: 13–18 cm MC: 2–3,5 kg  | DD          |
|         | Cabassous unicinctus   | (Linnaeus, 1758)    | kabassu jednopaskowy | gatunek monotypowy | las amazoński na wschód od Andów w Kolumbii, Wenezueli, regionie Gujana, Ekwadorze, Peru, Boliwii i Brazylii | DC: 35–45 cm DO: 14–21 cm MC: 2–3,8 kg  | LC          |
|         | Cabassous squamicaudis | (Lund, 1845)        |                      | gatunek monotypowy | Cerrado i otwarte obszary we wschodniej Boliwii, wschodnim Paragwaju (departamenty Amambay i San Pedro) i środkowej Brazylii (stany Mato Grosso i Mato Grosso do Sul)                                                        | DC: 29–40 cm DO: 9–14 cm MC: 1,3–2,7 kg | NE          |
|         | Cabassous tatouay      | (Desmarest, 1804)   | kabassu wielki       | gatunek monotypowy | wschodnia i południowa Brazylia, wschodni Paragwaj i północno-wschodnia Argentyna (prowincje Misiones i północna część Corrientes) oraz środkowy i wschodni Urugwaj (na południe do północnej części departamentu Maldonado) | DC: 36–49 cm DO: 15–20 cm MC: 3,6–6,4 g | LC          |
|         | Cabassous chacoensis   | Wetzel, 1980        | kabassu argentyński  | gatunek monotypowy | Gran Chaco w zachodnim Paragwaju i północnej Argentynie (prowincja Formosa na południe do prowincji San Luis; niepotwierdzony w południowo-wschodniej Boliwii i Brazylii (stan Mato Gross do Sul)                            | DC: 30–35 cm DO: 9–10 cm MC: 1–1,5 kg   | NT          |

Kategorie IUCN:  LC  – gatunek najmniejszej troski,  NT  – gatunek bliski zagrożenia,  DD  – gatunki o nieokreślonym stopniu zagrożenia;  NE  – gatunki niepoddane jeszcze ocenie.
Opisano również gatunek wymarły znany ze szczątków subfosylnych z Brazylii:
- Cabassous antiquus (Lund, 1840)